# Památník obětem 1. světové války a vzniku Československa (Habřinka)
Památník obětem 1. světové války a vzniku Československa se nalézá na návsi vesnice Habřinka, místní části obce Bukovka v okrese Pardubice. Pomník byl slavnostně odhalen 28. 10. 2018.

## Popis
Památník obětem 1. světové války a vzniku Československa v Habřince má podobu upraveného prostranství vysypaného kačírkem. 
V závěru upraveného prostranství je mezi dvěma sloupky umístěna plechová deska, do které jsou vyřezána  jména padlých vojínů z Bukovky a Habřinky. V levém dolním rohu je vyřezán obrys předválečné Československé republiky, v pravém horním rohu je umístěn rovněž vyřezaný státní znak ČSR.
Před deskou je umístěn povalený kříž doplněný dvěma ocelovými přilbami, hlavní pušky a ostnatým drátem. V rozích upraveného prostranství jsou umístěny čtyři zmenšené ocelové rozsocháče.

## Galerie

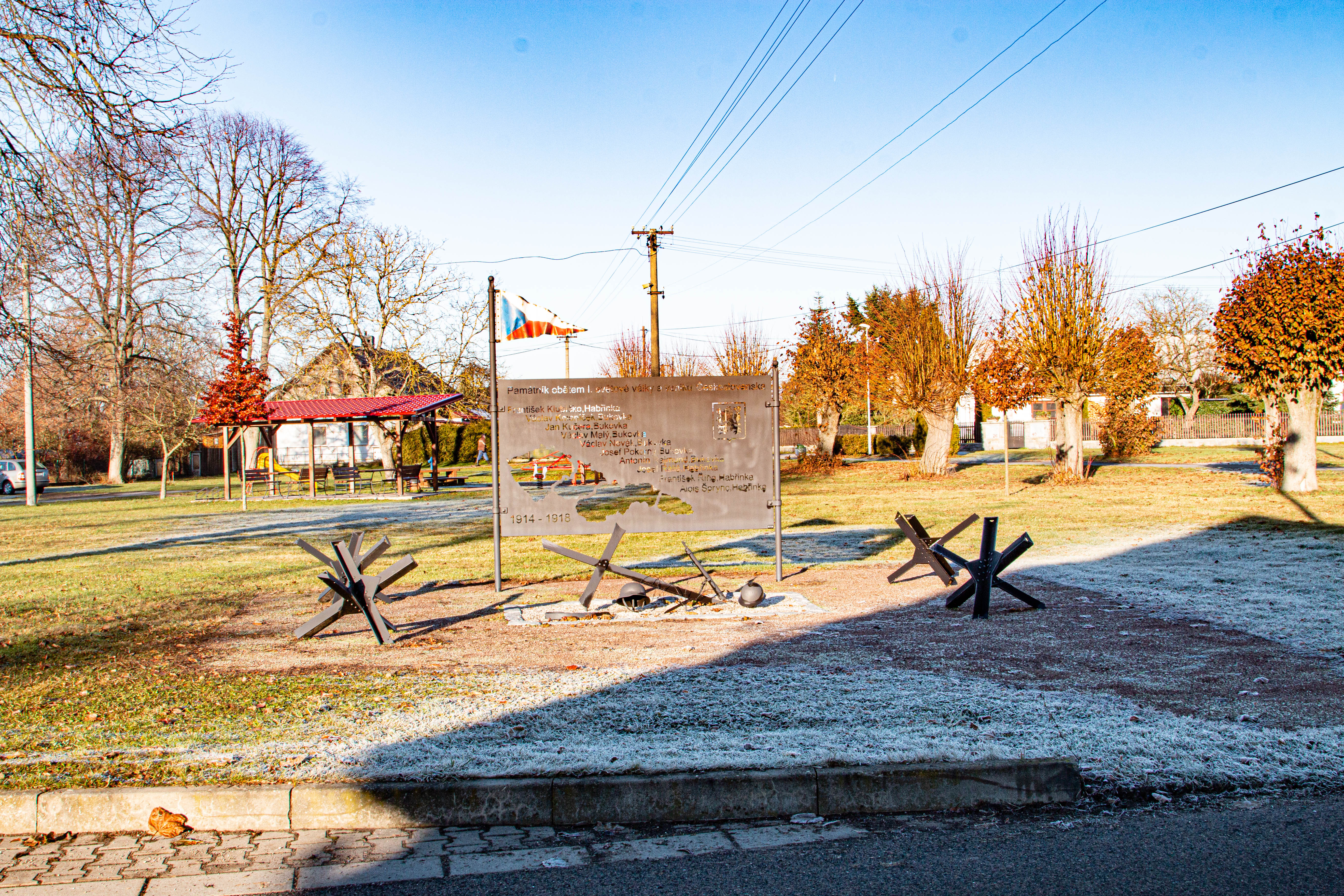
Památník v prosinci 2023